# 밤색배가시쥐
밤색배가시쥐(Maxomys ochraceiventer)는 쥐과에 속하는 설치류의 일종이다. 인도네시아와 말레이시아에서 발견된다.

## 특징
꼬리 길이는 128~175mm를 제외한 몸길이가 140~171mm인 보통 크기의 설치류다. 발 길이는 29~35mm이고, 귀 길이는 15~19mm이다. 짧은 가시털을 갖고 있다. 등 쪽은 회색빛 갈색 또는 불그스레한 황갈색을 띠는 반면에 배 쪽은 밝은 노란색과 황토색을 띤다.

## 생태
땅 위에서 주로 생활하는 육상성 동물이다.

## 분포 및 서식지
보르네오섬의 토착종이다. 해발 300m 이하의 딥테로카르푸스 숲과 산림 지대에서 서식한다.